# 栗林隆
栗林 隆（くりばやし たかし、1968年8月 - ）は、日本の現代美術家。長崎県出身。

## 人物
武蔵野美術大学卒業後、渡独。東西に分かれていた歴史をもつドイツ滞在の影響もあり、「境界」をテーマに様々なメディアを使いながら制作を続けている。代表作は、ガラスのアルファベットで出来た、巨大なシャンデリア作品、Vortex: A letter from Einstein（渦巻き：アインシュタインからの手紙）。また、校長室をマイナス30℃以下に凍らせ、その場の空気を可視化させる作品：principal office(プリンシパル オフィス）など、見えるものと見えないもの、そしてその境界線を問うインスタレーション作品を多数制作している。水中と陸などの境界の象徴として、アザラシやペンギンといった動物も作品の一部に使われることがある。2016年より武蔵野美術大学客員教授。インドネシア、ジョグジャカルタ在住。父は昆虫などの生物写真が専門の写真家、映像作家の栗林慧。

## 略歴
- 1968年 - 長崎県生まれ
- 1993年 - 武蔵野美術大学造形学部日本画学科卒業。渡独。
- 2002年 -ドイツ、クンストアカデミーデュッセルドルフ マイスターシューラー取得、卒業。
- 2013年 - インドネシア、ジョグジャカルタ在住。
- 2016年 -武蔵野美術大学客員教授に就任。[1]。

## 主な個展
- 2012年 - 『Wolkenmeer (Sea Clouds)』Water >|< Wasser 展、十和田市現代美術館、十和田市、青森県[2]。
- 2013年- 『Underground Sound of Rain』テレスホールド展、セラサール スナリオ、バンドン、インドネシア
- 2013年 - リバース展、上海ギャラリー オブ アート、上海、中国
- 2015年 - デッドライン アートフロントギャラリー、東京
- 2015~2016年- 埋蔵経、NADIギャラリー、アインシュタインからの手紙、ジャカルタ、インドネシア
- 2017年 - 『Kuba   CAN NOT SEE    DO NOT SEE    DO NOT WANT TO SEE   PRAY』 CAN NOT SEE DO NOT SEE DO NOT WANT TO SEE PRAY、Ark Galerie、ジョグジャカルタ、インドネシア
- 2019年-「出部屋」、アートフロントギャラリー、東京
- 2020~21年- 『元気炉：GENKI-RO/No.0』「栗林隆展」、下山芸術の森発電所美術館、入善町、富山県

## 主なグループ展
- 2006年 - シンガポールビエンナーレ、シンガポール
- 2010年 - 『Wald aus Wald』ネイチャーセンス展、森美術館、東京
- 2012年 - メディエーションビエンナーレ、ポツナム、ポーランド
- 2013年 - SEAトリエンナーレ、ジャカルタ、インドネシア
- 2014年 - 『Principal office』市原アートミックストリエンナーレ、千葉
- 2014年 - 札幌インターナショナル アート フェスティバル、札幌
- 2015年 -『Trees 2015』 イマジナリウム展、シンガポールアートミュージアム、シンガポール
- 2015年 - アフター福島 日本のアート RMITギャラリー、メルボルン、オーストラリア
- 2015年 - Six Degrees of Separatation ギャラリーカナ、ジャカルタ、インドネシア
- 2015年 - 『Vortex A Letter from Einstein』スペクトラム展 スパイラルガーデン青山 30周記念展、東京[3]。
- 2015年 - ドマーニ展 アートの明日 国立新美術館、東京
- 2015年 - ドローイングレッスン展 3331 Arts Chiyoda(アーツ千代田3331)ギャラリー、東京
- 2016年 - REVALUE NIPPON PROJECT展「中田英寿が出会った日本工芸」、パナソニック汐留ミュージアム、東京
- 2016年 - 『Wasser Wände (Water Wall)』「平面を超える絵画-インスタレーションと日本画的感性」、武蔵野美術大学美術館・図書館、東京
- 2016年 - RAID 8, GALERIA RAQUEL ARNAUD, São Paulo, Brazil[4]
- 2016年 - SAITAMA KITAMACHI Project & CARt Camp & Caravan
- 2017年-『だいいち黒部ダム』北アルプス国際芸術祭、長野
- 2017年-Japan-Spirits of nature, Nordiska Akvarellmuseet, Sweden
- 2017年-逗子アートフェスティバル ZAF2017、神奈川
- 2018年-清山飯坂温泉芸術祭(SIAF2018)、福島
- 2018年-『Entrances 2018』『ジャポニズム2018：響きあう魂』「Enfance/こども時代」展、パレ・ド・トーキョー、パリ、フランス
- 2018年-LEBENSWEGE、Kasseler Kunstverein by Museum Fridericianum, カッセル、ドイツ
- 2018年-BEYOND WONDER, Perspectives of Utopia, 名古屋大学アートデザインセンター
- 2019年-『Cielo capovolto』MATERA 2019、EU-Japan Fest 欧州文化都市プロジェクト、マテーラ、イタリア
- 2019年-『伊吹の樹』瀬戸内国際芸術祭2019、伊吹島、香川県観音寺市
- 2020年-DOMANI・明日2020,国立新美術館、東京
- 2021年-『大谷元気炉：GENKI-RO OHYA/No.2』UnderMuseumChallenge01GATE、栃木県宇都宮市大谷町
- 2022年-MEET YOUR ART FESTIVAL2022、恵比寿ガーデンプレイス
- 2022年-DOCUMENTA FIFTEEN、”CINEMA CARAVAN & TAKASHI KURIBAYASHI"、カッセル、ドイツ『カッセル元気炉四号基』
- 2023年-六本木アートナイトのメインプログラムに”栗林隆＋Cinema Caravan《Tanker Project》”として参加

## 主なレジデンスプロジェクト
- 2008年 - クリエイターレジデンス トーキョーワンダーサイト青山、東京
- 2009年 - アートソンジュセンター ソウル、韓国
- 2013年 - セラサールスナリオアートセンター バンドン、インドネシア
- 2013年 - チェルシーアートオブロンドン ロンドン大学、イギリス
- 2014~15年 - 文化庁海外研修レジデンス、ジョグジャカルタ、インドネシア
- 2016年- フィダルガアートスペース レジデンスプロジェクト、サンパウロ、ブラジル

## 主な受賞歴
- 2011年 - 第7回武蔵野美術大学建築学科芦原義信賞[5]。
- 2023年 - 令和4年度（第73回）芸術選奨文部科学大臣賞受賞[6][7]

## 主な収蔵作品
- 『Sumpf Land』 十和田市現代美術館
- 勝どきビュータワー
- 『Vortex A Letter from Einstein』シンガポールアートミュージアム
- 『Mountain range』東京ミッドタウン八重洲

## その他のプロジェクト
- 2004年- 銀座メゾンエルメス ウィンドウディスプレイ、タイトル：異現実
- 2009年- 銀座メゾンエルメス ウィンドウディスプレイ、タイトル：雨上がり
- 2011年- Sanyo x more trees Art Project[8]。
- 2015年- 全日本空輸機内誌『翼の王国』2月号 "ワヤン・クリ オン・ザ・ボーダー”（著）[9]。
- 2016年- 全日本空輸機内誌『翼の王国』6月号 "LIFE ON THE WATER”（著）[10]。
- 2016年-エルメス(シンガポール）ウィンドウディスプレイ、タイトル：Resonance of Nature
- 2017年-小池博史ブリッジプロジェクト『世界会議』舞台美術担当
- 2017年-朝日新聞GLOBE web版連載（月2回）タイトル「Trip Museum 栗林隆」
- 2017年-Artist in FAS 2017(藤沢アートスペース主催）審査員
- 2018年-朝日新聞GLOBE+ 連載（月1回）タイトル「TRIP MUSEUM 庭師の旅」
- 2021年-小池博史ブリッジプロジェクト『完全版マハーバーラタ〜愛の章/嵐の章』舞台美術担当